# ニューアーク (カリフォルニア州)
ニューアーク（Newark）は、アメリカ合衆国カリフォルニア州のアラメダ郡にある都市。人口は4万7529人（2020年）。オークランドの南40キロメートル、サンノゼの北30キロメートルに位置している。

## 概要
周囲をフリーモント市に囲まれている。これは1956年に自治体合併によりフリーモントが発足した時にニューアークだけ参加しなかったためである。フリーモントの西部は水面のためニューアークはサンフランシスコ湾に面している。
ニューアークにはアメリカの食品業大手カーギルの製塩工場がある。湾岸には塩田が広がっており、赤く変色した海面が独特な景観を作り出している。カーギルは環境に優しい製造方法を検討している 。

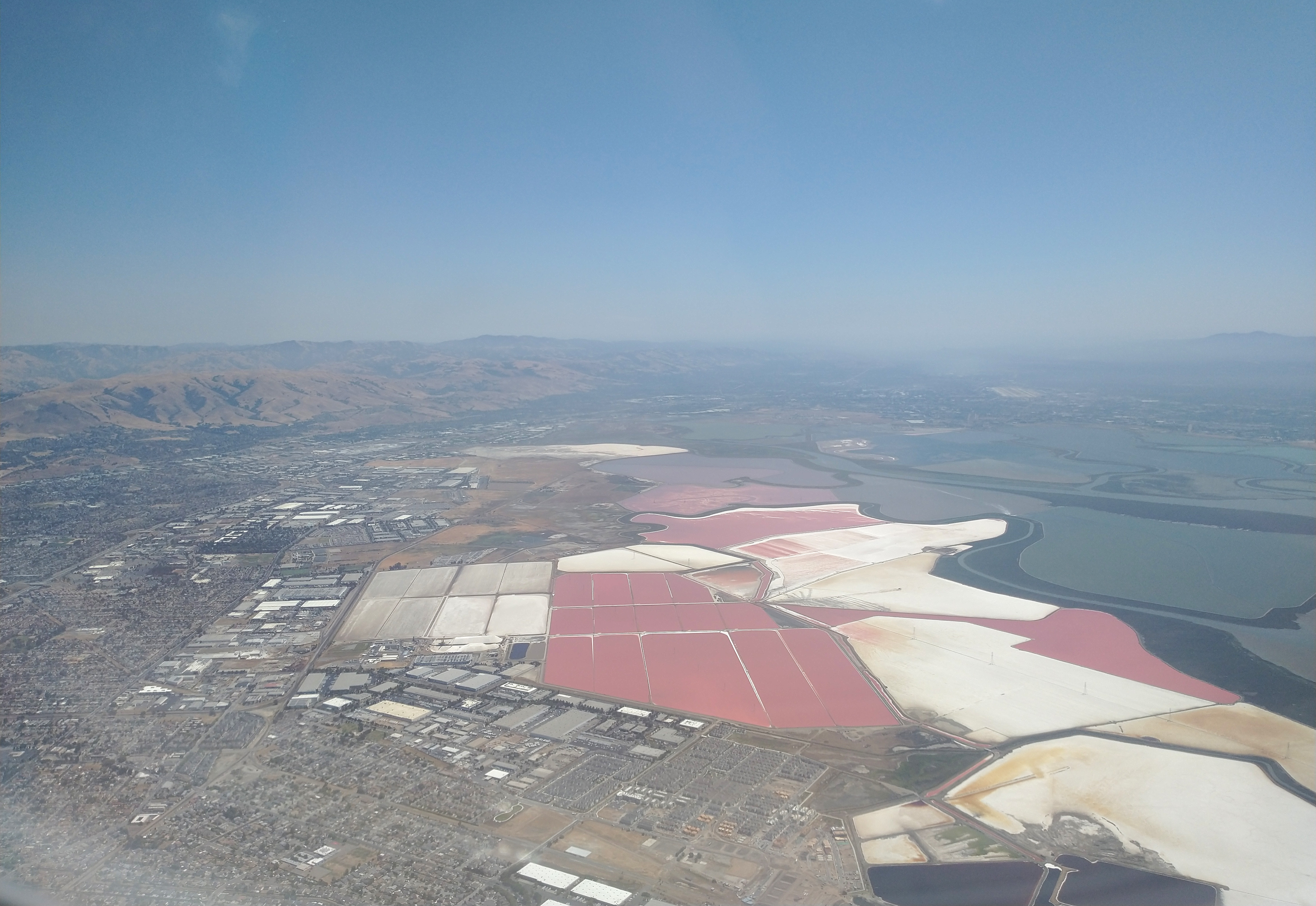
ニューアークの塩田